# Великополье (Великолукский район)
Великопо́лье — деревня в Великолукском районе Псковской области России. Входит в состав Шелковской волости.

## География
Расположена на востоке волости, в 16 км от райцентра Великие Луки. Железнодорожная станция (остановочный пункт) на участке Великие Луки — Торопец — Бологое.

## Население
| 2001 | 2002 | 2010 |
| ---- | ---- | ---- |
| 220  | ↘193 | ↘168 |

Численность населения деревни по оценке на начало 2001 года составляла 220 жителей.